# Nikolaikirche
La Nikolaikirche, construïda el 1230 a Nikolaiviertel, és l'edifici més antic de Berlín. Originalment era una església romànica, però amb el temps ha sigut reformada diverses vegades: el 1380 s'hi afegí el cor gòtic, el 1480 les seves naus típiques d'església-mercat, i en el moment de les restauracions de 1876 se la va dotar del seu doble campanar. Malmesa en el moment de la Segona Guerra Mundial, no fou restaurada fins al 1977 i al 1987 va esdevenir un annex del Märkisches Museum.

## Història

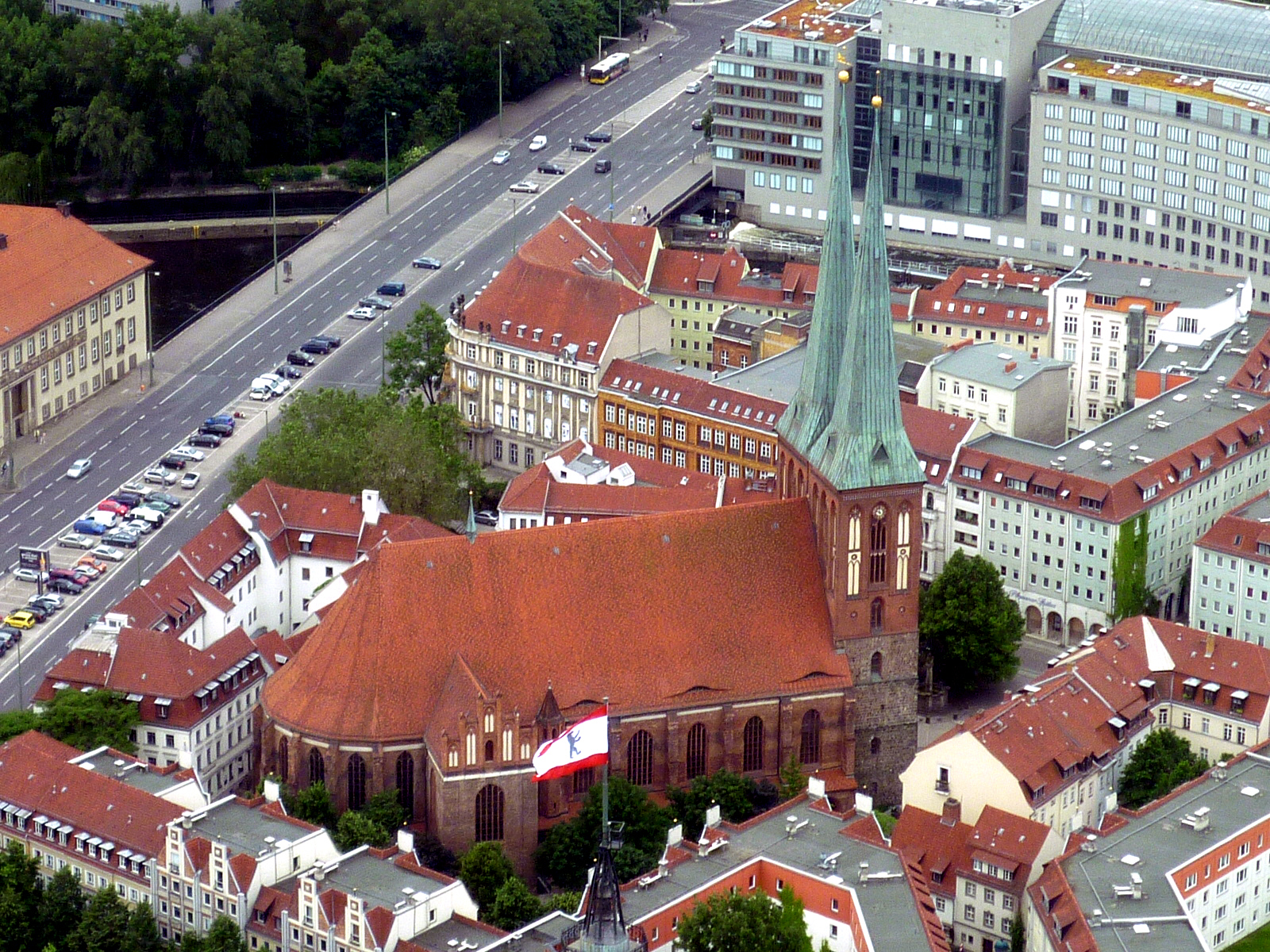
Vista de la Nikolaikirche des de la Fernsehturm

Inicialment una església catòlica, la Nikolaikirche va convertir-se en luterana després de la reforma luterana en l'Electorat de Brandenburg el 1539. En el segle xvii, el prominent escriptor d'himnes Paul Gerhardt va ser el ministre d'aquesta església, i el compositor Johann Crueger director musical. El prominent teòleg luterà Provost Philipp Jacob Spener fou el ministre de 1691 a 1705. En 1809, la primera assemblea elegida de la ciutat va ser beneïda i prengué jurament en aquesta església. De 1913 a 1923 el ministre a l'església fou Wilhelm Wessel, el fill del qual, Horst Wessel, va esdevenir més tard un famós activista nazi.
El Dia de la Reforma de 1938 (31 d'octubre) l'edifici va servir la seva congregació per última vegada. Aleshores l'edifici, l'estructura més antiga de Berlín, va ser entregat al govern, per ser utilitzat com a sala de concert i museu eclesiàstic. El nombre de feligresos s'havia reduït notablement, a causa de l'augment de la comercialització del centre de la ciutat, que comportà que molts edificis residencials foren substituïdes per oficines i botigues.
Durant la Segona Guerra Mundial l'església va perdre en un incendi les parts superior de les seves torres i el sostre, com a resultat d'un bombardeig aliat a Berlín. El 1949 totes les voltes i els pilars situats en la part al nord van col·lapsar. Les ruïnes eren dins Berlín Est, i no va ser fins que 1981 que les autoritats República Democràtica Alemanya autoritzaren la reconstrucció de l'església, sobre la base de plans i dissenys antics. La restauració entrava dins el pla per recrear el nucli medieval de Berlín, planejat pel govern de la RDA coincidint amb el 750é aniversari de la ciutat en 1987. La Nikolaikirche, tal com es pot observar actualment, és en gran part una reconstrucció. En 1991 se va celebrar en l'església la primera assemblea constituent de la Cambra de Diputats del Berlín reunificat.
Avui l'església serveix una altra vegada principalment com a museu i ocasionalment com a local de concerts, administrada pel Stiftung Stadtmuseum Berlin (Landesmuseum für Kultur und Geschichte Berlins). L'església reconstruïda ha estat equipada amb un conjunt de 41 campanes i l'edifici és famós per la seua acústica.